# Silvana Mangano
Silvana Mangano, född 21 april 1930 i Rom, död 16 december 1989 i Madrid, var en italiensk skådespelerska.

## Biografi
Silvana Mangano var dotter till en siciliansk lokförare och en engelsk kvinna. Hon utbildade sig till dansös och arbetade en del som fotomodell, innan hon vann en skönhetstävling och korades till Miss Roma 1946. Hon fick småroller i filmer, men fick internationell uppmärksamhet över en natt som den storbystade stjärnan i Bittert ris 1949. Hon gifte sig med filmens producent Dino De Laurentiis samma år. De separerade 1983 och skilde sig 1988, ett år före Manganos död. Efter Bittert ris fick hon huvudroller i många andra filmer. Trots att hon var en skicklig skådespelerska blev hon snart utkonkurrerad av två andra italienska filmstjärnor, Sophia Loren och Gina Lollobrigida.
I äktenskapet med De Laurentiis fick hon fyra barn. Hon lämnade sin make 1983 och bosatte sig i Madrid, men paret skilde sig aldrig officiellt. Mangano avled i lungcancer, 59 år gammal.

## Filmografi i urval
- 1947 – Frestelsernas väg
- 1948 – Spionfällan
- 1949 – Bittert ris
- 1949 – Åtrådd
- 1950 – Utstött
- 1951 – Mitt röda blod
- 1954 – Eviga äventyr
- 1956 – Kvinna bland vargar
- 1958 – De heta åren
- 1958 – Kosackernas uppror
- 1960 – Fem brännmärkta kvinnor
- 1962 – Barabbas
- 1968 – Teorema
- 1971 – Döden i Venedig
- 1972 – Ludwig
- 1974 – Våld och passion
- 1984 – Dune